# Casey McGehee
Casey Michael McGehee (ur. 12 października 1983) – amerykański baseballista występujący na pozycji pierwszobazowego i trzeciobazowego.

## Kariera
Podczas studiów na California State University we Fresno grał w drużynie uniwersyteckiej Fresno State Bulldogs. W czerwcu 2008 został wybrany w dziesiątej rundzie draftu przez Chicago Cubs. W Major League Baseball zadebiutował 2 września 2008. W późniejszym okresie w MLB reprezentował barwy Milwaukee Brewers, Pittsburgh Pirates, New York Yankees, Miami Marlins i San Francisco Giants. W sezonie 2013 był zawodnikiem Tohoku Rakuten Golden Eagles z Nippon Professional Baseball, z którym wygrał Japan Series.
W lutym 2016 podpisał niegwarantowany kontrakt z Detroit Tigers.